# フジクラグループ
フジクラグループとは、株式会社フジクラを頂点とするグループである。中核企業のフジクラは三井業際研究所・綱町三井倶楽部・月曜会の会員企業であるので、三井グループの企業グループであるといえる。

## 製造
- 藤倉コンポジット （東証1部上場）
- 藤倉化成 （東証1部上場）
- 藤倉航装
- 西日本電線
- フジクラコンポーネンツ
- 第一電子工業
- 協栄線材
- フジクラ電装
- 東北フジクラ
- 青森フジクラ金矢
- フジクラソリューションズ
- 沼津熔銅
- シンシロケーブル
- フジクラプレシジョン
- スズキ技研
- プレシジョンファイバオプティクス
- ユニマック

## 工事
- フジ工営

## 販売
- 藤倉商事
- フジクラ・ダイヤケーブル

## その他
- フジクラ物流

## かつての関連会社
- サンワコムシスエンジニアリング
- ケーブルネット鈴鹿
- フジデン
- フジクラエンジニアリング